# タイシェト駅
タイシェト駅（タイシェトえき、ロシア語: Станция Тайше́т）は、ロシア連邦イルクーツク州タイシェトスキー地区タイシェトにある、ロシア鉄道（РЖД）の駅。シベリア鉄道とバイカル・アムール鉄道（バム鉄道）と南シベリア鉄道の3路線が交差する。

## 概要
起点のヤロスラフスキー駅（モスクワ）から4514.9km地点にある。当駅でシベリア鉄道の電車がバイカル・アムール鉄道（バム鉄道）に直通し、ソヴィエツカヤ・ガヴァニ方面に向かう。また、アバカン方面への鉄道も当駅で分岐する（南シベリア鉄道）。ちなみに、当駅自体は東シベリア鉄道支社が管轄しているが、南シベリア鉄道はアバカン方面に少し行ったところからクラスノヤルスク鉄道支社の管轄区域に入る。

### 主な行き先
当駅には長距離列車やエレクトリーチカ（近郊電車）が停車する。ただしエレクトリーチカは当駅から先、シベリア鉄道ユールトゥイ方面はエレクトリーチカの設定が無い。
| 列車名 | 列車№ | 区間（モスクワ・アバカン=タイシェト鉄道方面） | 列車№ | 区間（ウラジオストク・バム鉄道方面）          | 直通先・経由                                                           |
| ------ | ----- | --------------------------------------------- | ----- | --------------------------------------------- | ---------------------------------------------------------------------- |
| ロシア | 1     | ウラジオストク — モスクワ・ヤロスラフスキー駅 | 2     | モスクワ・ヤロスラフスキー駅 — ウラジオストク | シベリア鉄道本線                                                       |
|        | 7     | ウラジオストク — ノヴォシビルスク             | 8     | ノヴォシビルスク — ウラジオストク             | シベリア鉄道本線                                                       |
|        | 11    | チタ — チェリャビンスク                       | 12    | チェリャビンスク — チタ                       | シベリア鉄道～チェリャビンスク方面直通                                 |
|        | 75    | ネリュングリ — モスクワ・カザンスキー駅       | 76    | モスクワ・カザンスキー駅 — ネリュングリ       | アヤム鉄道～バム鉄道～シベリア鉄道～エカテリンブルク～カザン～モスクワ |
|        | 357   | イルクーツク — アバカン                       | 358   | アバカン — イルクーツク                       | シベリア鉄道～アバカン=タイシェト鉄道                                  |
|        | 609   | ウスチ＝イリムスク — クラスノヤルスク         |       |                                               | バム鉄道支線～同本線～シベリア鉄道                                     |
|        | 609   | ウスチ＝イリムスク — タイシェト               | 610   | タイシェト — ウスチ・イリムスク               | バム鉄道支線～同本線                                                   |

### 廃止された列車
| 列車名   | 列車№ | 区間（モスクワ方面）                | 列車№ | 区間（ウラジオストク方面）          | 直通先・経由         |
| -------- | ----- | ----------------------------------- | ----- | ----------------------------------- | -------------------- |
| バイカル | 9     | イルクーツク — サンクトペテルブルク | 10    | サンクトペテルブルク — イルクーツク | シベリア鉄道本線など |

## 歴史
1899年に駅が開業。1960年に駅の線路の電化が行われた。

## 駅構造

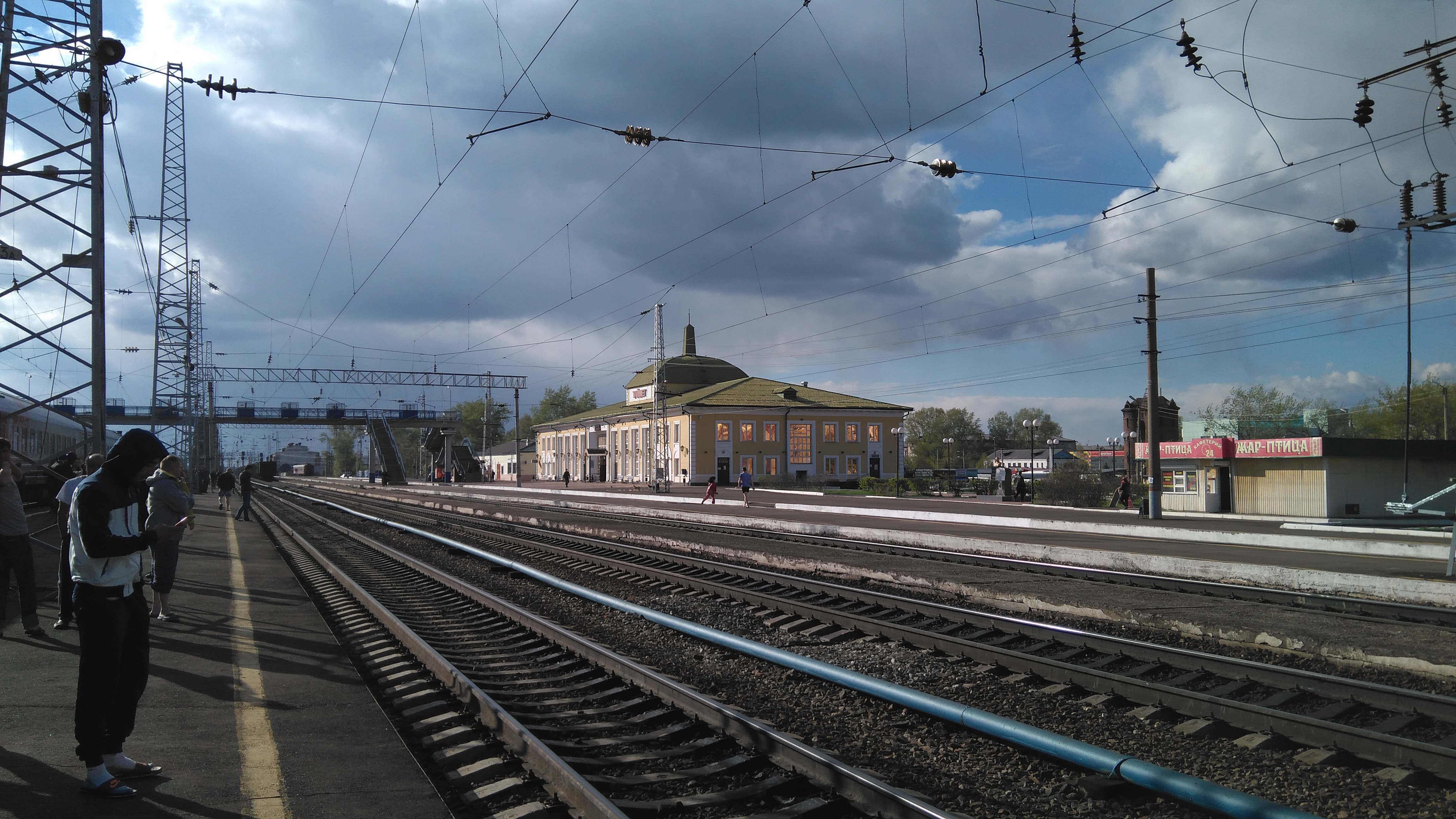
プラットホーム

島式ホーム2面4線に単式ホーム1面を加えた、合計3面5線の地上駅。駅舎は単式ホーム側にあり、各ホームの移動は線路上を直接横断するか跨線橋を介して移動ができる。

## 隣の駅
ロシア鉄道
シベリア鉄道
3・4列車、5・6列車、ヴォストーク号
通過
ロシア号、7・8列車
ユールトゥイ駅 - タイシェト駅 - ニジニウディンスク駅
11・12列車
レショトゥィ駅 - タイシェト駅 - ニジニウディンスク駅
バイカル号（廃止された列車）
イランスカヤ駅 - タイシェト駅 - アルザマーイ駅
エレクトリーチカ（ニジニェウディンスク方面）
タイシェト駅 - 4518km駅
バイカル・アムール鉄道（バム鉄道）
97・98列車
レショトゥィ駅（シベリア鉄道） - タイシェト駅 - ソスノヴィエ・ロドニキ駅
347・348列車
タギル駅（南シベリア鉄道直通） - タイシェト駅 - ネヴェリスカヤ駅
エレクトリーチカ（チュナ方面）
タイシェト駅 - ぺプロマイスキー駅
南シベリア鉄道
347・348列車
タギル駅 - タイシェト駅 - ネヴェリスカヤ駅（バム鉄道直通）
エレクトリーチカ（サランチェト方面）
レピョシュキノ駅 - タイシェト駅